# Spoy (Aube)
Spoy – miejscowość i gmina we Francji, w regionie Grand Est, w departamencie Aube.
Według danych na rok 1990 gminę zamieszkiwało 157 osób, a gęstość zaludnienia wynosiła 15 osób/km².

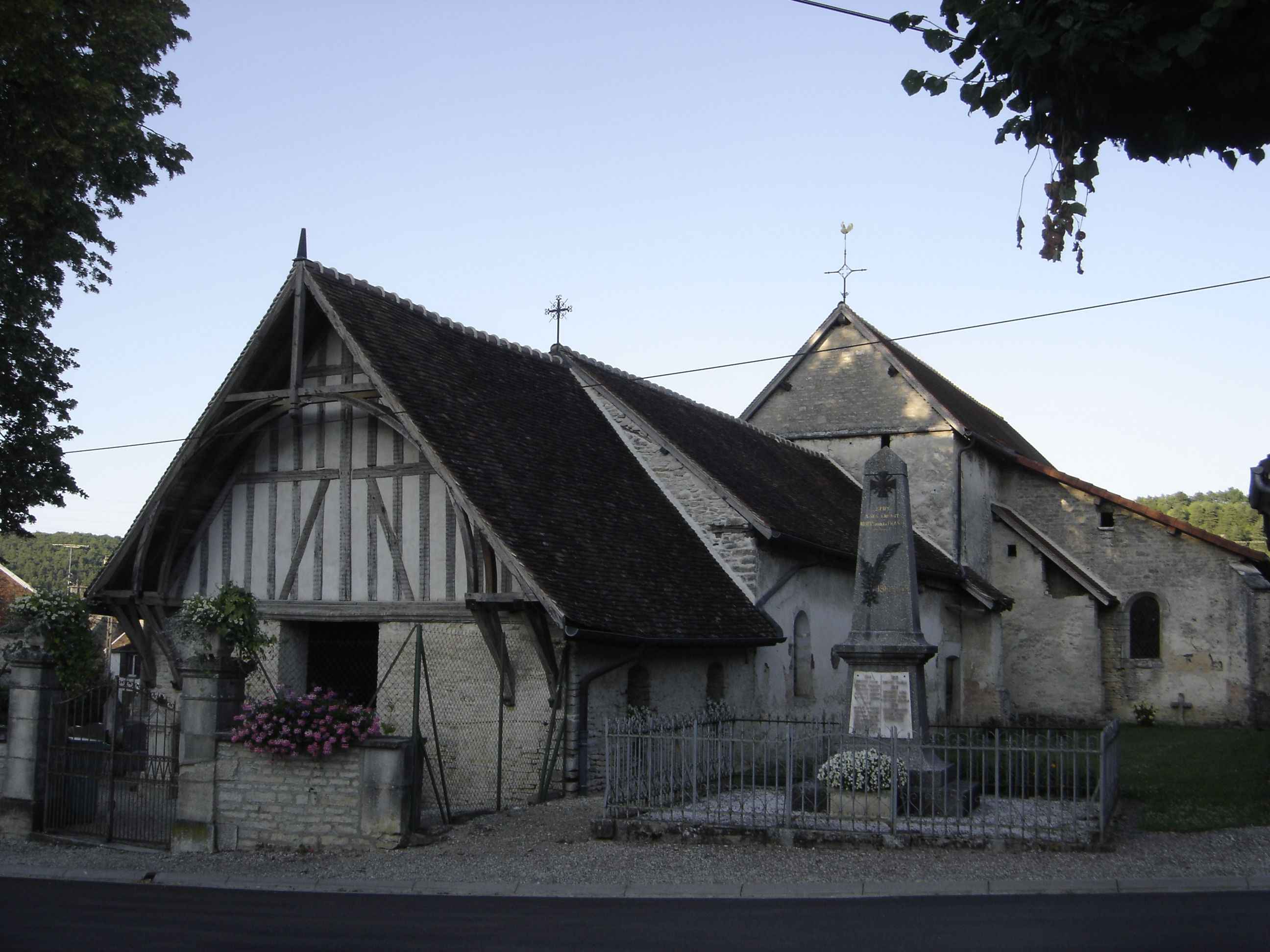
Kościół w Spoy, 2009